# Parcela de fluido
En dinámica de fluidos, en el marco de la mecánica de medios continuos, una parcela de fluido es una muy pequeña cantidad de líquido, identificable a lo largo de su historia dinámica mientras se mueve con el flujo. A medida que se mueve, la masa de una parcela de fluido permanece constante, mientras que, en un flujo compresible, su volumen puede cambiar, como también sus cambios de forma, debido a la distorsión por el flujo. Note que en un flujo incompresible el volumen de la parcela de fluido también es una constante (flujo isocórico).
Este concepto matemático está estrechamente relacionado con la descripción del movimiento fluido, su cinemática y dinámica— en un marco de referencia lagrandiano. En este marco de referencia, parcelas fluidas son etiquetadas y seguir a través del espacio y el tiempo. Pero también en el marco de referencia de euleriano la noción de parcelas fluido puede ser ventajosa, por ejemplo en la definición la derivada de material, línea de corriente; o para la determinación de la deriva de Stroke.
Las parcelas del fluido, como la usada en mecánica de medios continuos, deben ser distinguidos de las partículas microscópicas (moléculas y átomos) en física. Las parcelas fluidas describen la velocidad media y otras propiedades de las partículas fluidas, promediadas sobre una escala de longitud que es grande comparada con el camino libre medio , pero pequeño en comparación con las escalas de longitud típica del flujo específico bajo consideración. Esto requiere que el número de Knudsen sea pequeño, ya que también es un requisito previo para que la hipótesis del continuo sea válida. Además note, que a diferencia del concepto matemático de una parcela de fluido que puede identificarse unívocamente — así como exclusivamente distinguirse de sus parcelas vecinas directas — en un fluido real tal parcela no siempre estaría consistiría de las mismas partículas. La difusión molecular evolucionará lentamente las propiedades de la parcela.
Para el flujo de aire, el término correspondiente es la parcela de aire. Otro nombre para la parcela de fluido es el elemento material del fluido. [1] [2] Correspondientemente, también  pueden introducirse las nociones de la línea de material y la superficie material, siempre consistiendo de los mismos elementos materiales moviéndose con el fluido. Otro nombre utilizado para la parcela de fluido es elemento fluido.